# 科里·马盖蒂
科里·安东尼·马盖蒂（英語：Corey Anthony Maggette，1979年11月12日—），生于美国伊利诺伊州的梅尔罗斯帕克，前职业篮球运动员，司职锋卫摇摆人位置。

## 杜克大学生涯
马盖蒂早在1999年的NBA选秀中以杜克大学球员的身份在第13轮被西雅图超音速选中，立即被交换到奥兰多魔术队。和「船王」埃尔顿·布兰德一样，马盖蒂也是杜克大学功勋教头老K教练(迈克·沙舍夫斯基)门下的弟子，只是马盖蒂只在杜克打了一年的NCAA就被NBA球队选走。

## NBA生涯
他在快船队的生涯中，已经确定了牢固的地位和持续进步成为每场得分20+的射手。马盖蒂的罚球水准也很高，他一贯是联盟中罚球命中率的领先者。2004/05赛季是他状态特别好的一个赛季，这一赛季马盖蒂在得分，篮板助攻和罚球命中率上都领导全队在常规赛取得了37胜45负的十年里最多胜场数的佳绩，之后令人烦恼的脚伤困扰了他，马盖蒂缺席了2005/06赛季的多场比赛，这个赛季在状元布兰德以及多位老将的带领下快船取得了历史性的突破，闯入了西部半决赛，马盖蒂在季候赛中多以替补身份出场。

## 场外生活
走出赛场的马盖蒂非常热心于慈善事业，他是Clippers Reading All-Star的成员和孩子们一起娱乐，也参加过一些其他的慈善组织和活动，他也决定利用假期为慈善团体麦当劳叔叔之(Ronald McDonald House)家和Centinela医院的孩子们购买玩具。他的"Uh Oh Maggette-O Kids" (Uh Oh 马盖蒂-O 孩子们)计划邀请许许多多的孩子们免费观看快船队的现场比赛。

## 名人轶事
- 马盖蒂在伊利诺伊Oak Park的芬威克高中时获得过三次Parade All-American，他拥有四个篮球证书2个田径证书。
- 马盖蒂参加了2001年度的全明星扣篮大赛
- 马盖蒂的运动天分延伸到了篮球场外，高中时他参加伊利诺伊州高中州际比赛进入了跳远和三级跳的决赛